# Domenico Sestini
Domenico Sestini ( Florencia 1750 - ibíd. 1832) fue un profesor, naturalista, explorador, arqueólogo y numismático italiano que realizó varios viajes por Próximo y Medio Oriente.

## Biografía
En sus numerosos viajes visitó la isla de Sicilia, donde fue nombrado conservador de la biblioteca y museo de noble de Catania Ignazio Paternò Castello, Príncipe de Biscari, Asia Menor, donde estudió el idioma turco, que transliteró al alfabeto latino con un eficaz sistema de su invención, Siria, Mesopotamia (Bagdad, Basora), el Mar Egeo, los Balcanes, Hungría, donde fue huésped de ilustres personalidades de la altura de Cristoforo Migazzi -arzobispo de Viena-, y, por último, Alemania, donde trabajó en la resistematización de la colección numismática real de Prusia entre 1804 y 1810, colección que se convirtió en el núcleo del Münzkabinett.
En 1810, se trasladó a París, para regresar poco después a Florencia, como bibliotecario de la Gran Duquesa Elisa Bonaparte Baciocchi.
Volvió a Hungría para reclasificar la colección numismática de los Viczay (Mihály Viczay senior y Mihály Viczay junior) en Hédervár (Museo Hedervariano). Tras estos trabajos en Hungría, fue nombrado profesor de la Universidad de Pisa por el Gran Duque de Toscana Fernando III.
- La abreviatura «Sest.» se emplea para indicar a Domenico Sestini como autoridad en la descripción y clasificación científica de los vegetales.[1]

## Algunas publicaciones
- ‘‘Descrizione del museo di antiquaria e del gabinetto di storia naturale del principe di Biscari", Firenze’’, 1776
- "Lettere", Firenze-Livorno, 1779-1785
- "Viaggio da Costantinopoli a Bassora fatto dall'abate Domenico Sestini accademico etrusco", Yverdun, 1786
- "Lettere e dissertazioni", Livorno-Roma, 1786-1806
- "Viaggi", Firenze-Livorno, 1786-1815
- "Opuscoli", Firenze, 1789
- "Viaggio da Costantinopoli a Bukuresti fatto l'anno 1779 con l'aggiunta di diverse lettere relative a varie produzioni, ed osservazioni asiatiche", Roma, 1794
- "Descrizione del viaggio fatto da Vienna per il Danubio insino a Rusciuk, e di là insino a Varna, e quindi per il Mar-Nero a Costantinopoli", Berlino, 1807
- "L'illustrazione di un vaso antico di vetro ritrovato in un sepolcro presso l'antica Populonia, ed esistente oggi nel Cimelio particolare di S.A.I. e R. Madama la Gran Duchessa di Toscana Principessa di Lucca di Piombino", Firenze, 1812
- "Viaggio curioso-scientifico-antiquario per la Valachia, Transilvania e Ungheria fino a Vienna", Firenze, 1815 ISBN 0-543-97952-0

## Publicaciones de Doménico Sestini en internet (en italiano)
- Lettere e dissertazioni numismatiche di Domenico Sestini - Biblioteca Italiana ossia Giornale di letteratura scienze ed arti (1818 apr, Volume 10, Fascicolo)

- Lettera di Domenico Sestini sopra diverse medaglie appartenenti a Thalassa, Città Cretica - Biblioteca Italiana ossia Giornale di letteratura scienze ed arti (1816 apr, Volume 2, Fascicolo)

- Lettera di Domenico Sestini sopra diverse medaglie appartenenti a Thalassa, Città Cretica (Continuazione e fine) - Biblioteca Italiana ossia Giornale di letteratura scienze ed arti (1816 giu, Volume 2, Fascicolo)

- Archeologia, Numismatica e Belle arti - Descrizione della medaglie antiche greche del museo Hedervariano, di D. Sestini - Biblioteca Italiana ossia Giornale di letteratura scienze ed arti (1829 ago, Volume 55, Fascicolo)

- Numismatica - Descrizione di alcune medaglie greche del museo Chaudoir, di D. Sestini - Biblioteca Italiana ossia Giornale di letteratura scienze ed arti (1831 ago, Volume 63, Fascicolo)